# 時代劇シリーズ
『時代劇シリーズ』（じだいげきシリーズ）は、1979年4月から1986年9月、および1987年10月から1996年まで日本テレビが編成していた時代劇再放送枠である。

## 概要
主に日本テレビ火曜8時枠時代劇の再放送を行っていた枠。
1988年からは、公立小学校と中学校が夏休みとなる時期（おおむね7月21日から8月31日まで）に一時編成を休止し、同じ時間帯にテレビアニメ再放送枠『夏休みビッグアニメ』を編成していた。
1996年3月に『八百八町夢日記』の再放送を途中で打ち切り、外国ドラマ枠に転化した。本枠の終了後、放送作品の所有権は日テレからユニオン映画などへ移った。そのため、以後はそれらがテレビ東京の『時代劇アワー』などで再放送されるケースも見られた。

## 編成時間
いずれも日本標準時。

### 第1期
- 土曜 10:00 - 10:55 （1979年4月 - 1980年9月）[1]
- 月曜 - 金曜 10:30 - 11:25、土曜 10:00 - 10:55 （1980年10月 - 1983年9月） - 平日に編成されていた別の再放送枠を25分拡大した上で取り込み、週6日間の帯枠となる。
- 月曜 - 金曜 10:30 - 11:25 （1983年10月 - 1985年9月） - 土曜版を廃止。
- 月曜 - 木曜 10:30 - 11:25 （1985年10月 - 1986年3月） - 『健康いきいきワイド!!』の放送開始に伴い、金曜版を一時廃止。
- 月曜 - 金曜 10:30 - 11:25 （1986年4月 - 1986年9月） - 『健康いきいきワイド!!』の終了に伴い、金曜版を再開。

### 第2期
- 月曜 - 木曜 10:30 - 11:25 （1987年10月 - 1988年3月） - 1年間の編成休止期間を経て再開。
- 月曜 - 金曜 10:30 - 11:25 （1988年4月 - 1991年9月） - この間は、半年編成して半年休止する体制が続いていた（一部の時期を除く）。
- 月曜 - 木曜 10:30 - 11:25 （1991年10月 - 1996年） - 金曜版を再び廃止。

## 放送作品一覧
- 子連れ狼
- 伝七捕物帳
- おんな浮世絵・紅之介参る!
- 桃太郎侍
- 新五捕物帳
- 松平右近事件帳
- 長七郎江戸日記
- 銭形平次（風間杜夫版）
- 八百八町夢日記
- 半七捕物帳
- 闇を斬る!大江戸犯科帳
- 父子鷹

## その他
1971年4月から1982年3月まで平日15時台に編成されていた『テレビドラマシリーズ』も、本枠の放送作品を不定期放送していた。1970年10月から1979年3月まで平日14時台に編成されていた『愛の名作シリーズ』または『愛とサスペンスシリーズ』（枠名は放送作品の趣向に合わせて変動）も、1978年夏に本枠の放送作品を放送していた。